# Torneo de Contrexéville 2024
El Grand Est Open 88 2024 fue un torneo de tenis profesional jugado en canchas de tierra batida al aire libre. Se trató de la 17ª edición del torneo formó parte de los Torneos WTA 125s en 2024. Se llevó a cabo en Contrexéville, Francia, entre el 8 de julio al 14 de julio de 2024.

## Cabezas de serie

### Individuales
| Tenista              | Ranking | Preclasificada |
| Nadia Podoroska      | 65      | 1              |
| Varvara Gracheva     | 70      | 2              |
| Mayar Sherif         | 78      | 3              |
| Lucia Bronzetti      | 81      | 4              |
| Laura Pigossi        | 110     | 5              |
| Emiliana Arango      | 122     | 6              |
| Suzan Lamens         | 138     | 7              |
| Elsa Jacquemot       | 151     | 8              |
| Lucija Ćirić Bagarić | 167     | 9              |

- Ranking del 1 de julio de 2024.

### Dobles
| Tenista                               | Ranking | Preclasificada |
| Wu Fang-hsien Zhang Shuai             | 111     | 1              |
| Oksana Kalashnikova Iryna Shymanovich | 152     | 2              |

## Campeonas

### Individuales femeninos
Lucia Bronzetti venció a  Mayar Sherif por 6–4, 6–7(4), 7–5

### Dobles femenino
Oksana Kalashnikova /  Iryna Shymanovich vencieron a  Wu Fang-hsien /  Zhang Shuai por 5–7, 6–3, [10–7]